# Little Girl Blue (Enrico Pieranunzi)
Little Girl Blue è un album a nome di Chet Baker Meets Space Jazz Trio, il trio di Enrico Pieranunzi, pubblicato dalla Philology Records nel 1988. Il disco fu registrato il 1° e 2 marzo del 1988 a Recanati, Macerata (Italia).

## Tracce
Lato A
1. Come Rain or Come Shine – 7:31 (Harold Arlen, Johnny Mercer)
2. Blue in Green – 9:50 (Miles Davis, Bill Evans)
3. House of Jade – 4:44 (Wayne Shorter)

Lato B
1. Old Devil Moon – 6:05 (E.Y. Yip Harburg, Burton Lane)
2. Little Girl Blue – 6:58 (Richard Rodgers, Lorenz Hart)
3. Just One of Those Things – 9:39 (Cole Porter)

## Musicisti
- Chet Baker - tromba
- Enrico Pieranunzi - pianoforte
- Enzo Pietropaoli - contrabbasso
- Fabrizio Sferra - batteria